# ويليام تشارلز سميث
ويليام تشارلز سميث (بالسويدية: William Smith)‏ هو عالم موسيقى سويدي، ولد في 22 يوليو 1881، وتوفي في 20 نوفمبر 1972.